# 必須脂肪酸
必須脂肪酸（ひっすしぼうさん、essential fatty acid）は、体内で他の脂肪酸から合成できないために摂取する必要がある脂肪酸である。ヒトを含めた後生動物には自身の生理代謝過程に必須であっても、自身では合成できない脂肪酸の分子種がいくつもあることが多い。それらを合成する他の生物を食物として摂取する必要がある。
ヒト及びその他の動物にとっては、多価不飽和脂肪酸のうち、ω-6脂肪酸のリノール酸、ω-3脂肪酸のα-リノレン酸が必須脂肪酸であり必要量が定められる。広義にω-6脂肪酸とω-3脂肪酸が必須脂肪酸と呼ばれることがある。その変換された脂肪酸も、正常な機能に必要不可欠であるためである。そのため、DHAとEPAについては推奨量が議論されてきた。
| ω-6脂肪酸 | - リノール酸 狭義の必須脂肪酸 - γ-リノレン酸やアラキドン酸                              |
| ω-3脂肪酸 | - α-リノレン酸 狭義の必須脂肪酸 - エイコサペンタエン酸 (EPA) やドコサヘキサエン酸 (DHA) |

## 発見
20世紀前半の半ばまで、食物中の脂肪は必須栄養素とまではみなされなかった。
物質が特定される以前、必須脂肪酸はビタミンのビタミンFだと仮定されていた。
1929年にはミネソタ大学の植物生理学者ジョージ・オズワルド・バー(George Oswald Burr)が、脂肪のない食事によってラットで欠乏症状が起こり、ω-6系の多価不飽和脂肪酸であるリノール酸によって欠乏症が回復するのを確認し、必須栄養素だと報告した。1940年代までにリノール酸が必須脂肪酸だと示されていった。1938年にはヒトでの研究が実施されたが、1968年の長期実験まで確実だとみなされず、1970年代にはヒトでもリノール酸が必須栄養素だと明らかになった。
また1931年にジョージ・オズワルド・バーは、ω-3系のαリノレン酸がラットで合成されなかったことを報告し、これも必須脂肪酸だと結論した。しかし、欠乏症実験にてリノール酸と競合する結果が確認されるため、長い間αリノレン酸でも確実だとみなされなかった。1953年には豚の脳からDHAが生成され、1960年にはαリノレン酸がDHAに変換される代謝経路が発見された。DHAが神経伝達に重要だと提唱され網膜からも発見され、EPAの血小板凝集を阻害するプロスタグランジンE3への変換も報告されたが、1970年代初頭までω-3脂肪酸はあまり関心がもたれなかった。
1976年にCuthbertonが粉ミルクの必要成分としてリノール酸のみが必須だと主張したが、Crawfordは異議を唱え、1978年には世界保健機関(WHO)と国際連合食糧農業機関(FAO)が、脂肪に関する専門部会でαリノレン酸の必須性を確定した。1982年に、ラルフ・ホルマンが、αリノレン酸の摂取が増加すると、血中のDHAが増加することを確認しヒトでαリノレン酸が必須だと裏付けた。
1978年に、DHAとEPAが豊富な海洋性脂質の摂取の多いグリーンランドのエスキモーに心筋梗塞の発生率が低いと報告され、脂質研究の最前線ではω-3脂肪酸が重要な話題となった。そこで当初は血栓の形成を阻害することからEPAに注目されたが、関心は神経系に重要なDHAへと移行していき、1990年代末にはω-3脂肪酸が不可欠であると明らかになっていった。さらにDHAは神経系への関与、人間の乳児の視力や認知機能に影響を与えると裏付けられその必要性の理由が提供されていった。
1994年の世界保健機関による、「人間栄養学における脂肪と油」（Fats and oils in human nutrition）では必須脂肪酸の重要性が示され、適正な比率に言及するものの必要量までは踏み込んでいない

## 生化学

必須脂肪酸の代謝経路とエイコサノイドの形成

ヒトを含めた後生動物では、必須脂肪酸に限らず体内では脂肪酸は炭素鎖の不飽和化と長鎖化が進む生合成経路が存在している。
1. 短鎖の飽和脂肪酸からステアリン酸、オレイン酸へと合成が進む経路。
2. ω-6脂肪酸のリノール酸からγ-リノレン酸、アラキドン酸へ合成が進む経路。
3. ω-3脂肪酸のα-リノレン酸からEPA、DHAへと合成が進む経路。

しかしながら、ω-6脂肪酸のリノール酸とω-3脂肪酸のα-リノレン酸は合成できない。リノール酸とα-リノレン酸のみが厳密な意味で必須脂肪酸である。
ω-9脂肪酸系統の不飽和脂肪酸は18:0のステアリン酸から18:1のオレイン酸に変換することができて体内で合成できるので必須脂肪酸ではない。
後生動物ではΔ12-脂肪酸デサチュラーゼの経路が欠失したものと推測される。
植物及び微生物中では、ω6位に二重結合を作るΔ12-脂肪酸デサチュラーゼ によりオレイン酸の二重結合を一個増やしてリノール酸を生成することができる。さらに植物及び微生物中では、ω3位に二重結合を作るΔ15-脂肪酸デサチュラーゼ によりリノール酸の二重結合を一個増やしてα-リノレン酸を生成することができる。ヒトを含む動物は、ステアリン酸からオレイン酸を生成するΔ9-脂肪酸デサチュラーゼを有してはいるものの、Δ12-脂肪酸デサチュラーゼもΔ15-脂肪酸デサチュラーゼもどちらも有していないので、リノール酸もα-リノレン酸もどちらも自ら合成することができない。

## 必要摂取量
| 脂肪酸       | ISSFAL 2004    | 日本 2015                       | USA 2005            |
| ------------ | -------------- | ------------------------------- | ------------------- |
| ω-6脂肪酸    |                | ♂合計 8-11 g ♀合計 7-9 g        |                     |
| リノール酸   | 4-5 g          |                                 | ♂ 14-17 g ♀ 11-12 g |
| ω-3脂肪酸    |                | ♂合計 2.0-2.4 g ♀合計 1.6-1.9 g |                     |
| α-リノレン酸 | 2 g            |                                 | ♂ 1.6 g ♀ 1.1 g     |
| EPA / DHA    | 0.5 g 以上推奨 |                                 |                     |

必要とされる必須脂肪酸は、以下のように全カロリーの3～4%程度と非常に少ない。2004年の国際的に脂質を評価しているISSFAL(International Society for the Study of Fatty Acids and Lipids)によれば、必須脂肪酸の1日あたりの摂取量は、リノール酸の適正な摂取量は全カロリーの2%（4-5g）、α-リノレン酸の健康的な摂取量は0.7%(2g)、冠動脈の健康のためにEPAとDHAを合計で最低500mgとしている。
同じように1999年の日本の摂取基準中の説明でも言及があり、必要量はリノール酸は2.4%、α-リノレン酸は0.5～1.0%であり、DHAとEPAは必要量は決められないが0.5%をすすめISSFALの報告より少し多い。まったく同じ量で理由に言及しており、2000年の『脂質研究の最新情報』では、動物実験から欠乏症を予防するにはリノール酸を総エネルギーの2.4%、最大組織レベルが維持されるためのαリノレン酸の量は0.5-1%としており、EPAとDHAに関しては菜食主義者もいるため必要量は決められないがαリノレン酸からの変換が十分でない場合を考えると、併せて0.5%程度の摂取が推奨される。
2003年の世界保健機関の目標とする範囲は、ω-6脂肪酸を5-8%、ω-3脂肪酸を1-2%である。
ヒトではαリノレン酸からEPAやDHAへの変換量には、まず性差があり女性の方が明らかに多い。EPAへの変換率は8-20%で女性の方が2.5倍大きく、DHAでは男性0.5%-4%、女性約9%である。妊娠期にはより簡単に合成できるという仮説も存在する。完全な菜食主義者はαリノレン酸から体内で合成されるEPA、DHAは血清中の濃度が低いが、よりきわめて重要なDHA量を反映する赤血球中では比較的多く、想定よりもリスクが低いことが報告されている。

### バランス
ω-6系の摂取が増えるとアラキドン酸の合成が増加するが、これは炎症作用と血液凝固作用などがあり、ω-3系ではαリノレン酸の摂取が増えるとDHAが増加し、この系統の脂肪酸には抗炎症作用などがある。α-リノレン酸とリノール酸の変換は同じ酵素によって代謝されるために競合する。従って、ω-3に対するω-6の比率が増加すると、心血管系疾患、骨粗しょう症、炎症、自己免疫疾患などの様々な病気の発症率が上がる。
日本人のリノール酸摂取量は平均して13-15g/日で過剰にω-6脂肪酸を摂取しており、ω-6脂肪酸由来の過剰な生理活性物質の産生を防ぐために、代表的なω-6脂肪酸であるリノール酸摂取量を7-8g/日に制限すべきとの意見もある。

### バランスに対する食事要因
21世紀初頭のアメリカの平均的な食事では、ω-6対ω-3の比率は10：1であり、ω-6が高い傾向が悪化してきた。これは20世紀よりの植物油の普及とω-3脂肪酸の少ない種類の植物油の消費や、19世紀に畜産産業の技術が進展した結果、放牧は減り餌はトウモロコシへと変わって、家畜の肥満も促され飽和脂肪酸が多くω-3脂肪酸の少ない家畜動物が飼育され、これを人々が食してきたことによる。日本ではω-3脂肪酸の豊富な海産物が多く消費されているため、海外諸国に比べれば日本の食品中のω-3脂肪酸とω-6脂肪酸の比率は高いと推定される。
食事中の比率は、日本の成人では1:4、アメリカでは1:8の比率、日本の妊婦では1:3となっている。

## 食物中の必須脂肪酸

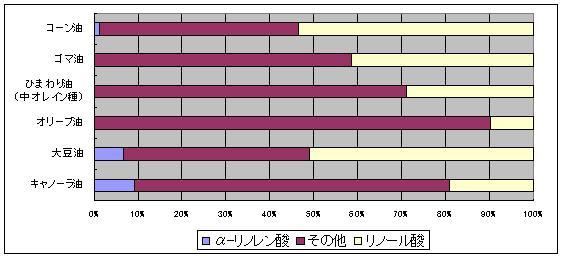
食用油の必須脂肪酸

植物油にはリノール酸が豊富に含まれているものの、α-リノレン酸はあまり含まれていないものも多い。α-リノレン酸がある程度含まれているものは、エゴマ油、アマニ油、キャノーラ油、大豆油である。大豆油はα-リノレン酸の8倍量のリノール酸を含んでいる。α-リノレン酸1日あたり2gの必要量はキャノーラ油なら1日20gに相当する。また、植物油から推察できるように、穀物類にはリノール酸が豊富に含まれているものの、α-リノレン酸はほとんど含まれていない。
魚油食品、肝油、ニシン、サバ、サケ、イワシ、タラ、ナンキョクオキアミ等の魚介類は、エイコサペンタエン酸(EPA)やドコサヘキサエン酸(DHA)のようなω-3脂肪酸に富んでいる。魚やその他の生物に含まれるDHAの多くは、ラビリンチュラ類の1属である Schizochytrium 属などのような海産の微生物によって生産されたものが、食物連鎖の過程で濃縮されたものである。このため、菜食主義者のために藻を由来とするDHAのサプリメントも販売されている。
α-リノレン酸は広葉植物の葉のチラコイドの膜組織（光合成に関わる）からも得られる。実際、ホウレンソウやチンゲンサイなどの青物野菜からα-リノレン酸が検出されている。ゆえに、葉は草食動物の格好のα-リノレン酸の供給源となっている。
動物性脂肪にもα-リノレン酸が含まれている。前述のように牧草等の葉には微量ではあるもののリノール酸に比べてα-リノレン酸が比較的多く存在している。このため牧草を飼料として与えられている放牧牛や羊の肉（マトン、ラム）では他の肉に比べてα-リノレン酸とリノール酸との比率が高くなり、α-リノレン酸をほとんど含まない穀物の飼料を多く与えられている肉牛や鶏や豚の肉では他の肉に比べてα-リノレン酸とリノール酸との比率が低くなっている。現代的な畜産では、大半はトウモロコシが飼料であるため、牧草牛などに比較してαリノレン酸の含有量は少ない。
- {{野菜中の必須脂肪酸量}}を参照。（野菜そのものは脂質そのものの含有比率が低いため豊富に食べた場合に相当量となることに注意）